# Africká rozvojová banka
Africká rozvojová banka (anglicky The African Development Bank Group – AfDB, francouzsky Banque Africaine de Développement – BAD) je multilaterální rozvojová finanční instituce.

## Historie
Byla založena v roce 1964. Skupina Africké rozvojové banky zahrnuje kromě banky i další dvě finanční instituce: Africký rozvojový fond a Nigerijský trust fond. Misí Africké rozvojové banky je bojovat s chudobou a zlepšovat životní podmínky na africkém kontinentu. Za tím účelem banka podporuje investice veřejného i soukromého kapitálu do projektů a programů, které mají vysokou šanci přispět k hospodářskému a sociálnímu rozvoji regionu. AfDB poskytuje financování vládám afrických států i soukromým společnostem, investujícím v regionálních členských státech (angl. Regional Member Countries - RMC). Sídlem AfDB byl původně Abidžan, město v Pobřeží slonoviny, ale v roce 2003 bylo z důvodu občanské války v Pobřeží slonoviny přesunuto na rok do Tunisu, hlavního města Tuniska. Do Abidžanu se sídlo vrátilo v září 2004.

## Funkce
Hlavní funkcí AfDB je poskytování půjček a kapitálových investic na sociálně-ekonomický rozvoj členských států (RMC). Za druhé banka poskytuje technickou pomoc pro rozvojové projekty a programy. Zatřetí podporuje investice veřejného a soukromého kapitálu do rozvoje. Za čtvrté, banka pomáhá organizovat rozvojové politiky RMC.
AfDB je také povinna věnovat zvláštní pozornost národním a nadnárodním projektům, které jsou potřebné k podpoře regionální integrace.